# Речица-2014
«Речица 2014» — белорусский футбольный клуб из Речицы. Клуб был основан в 1952 году, расформирован в 2016.
В период 1992—1996 и 2000—2001 годов клуб из Речицы выступал в высшей лиге, где высшим их достижением стало 8-е место в чемпионате 1992. Клуб также выходил в финал Кубка Беларуси 1992/93, где уступил гродненскому «Неману» со счётом 1:2. В сезоне 2015 занял последнее 14 место в Первой лиге.

## «Спутник»
После расформирования клуба «Речица-2014» на базе команды второй лиги ФК «ДЮСШ-ДБК» (Гомель) был создан новый клуб — «Спутник» (Речица).
В 2017 и 2018 годах Спутник выступал во второй лиге. В сезоне-2018 занял 3-е место и благодаря освободившейся вследствие объединения могилёвского «Днепра» и минского «Луча» вакансии получил место в первой лиге на сезон-2019.

## Достижения
- 8-е место чемпионата Беларуси — 1992 г
- Серебряный призёр первой лиги — 1999, 2004
- Финалист розыгрыша Кубка Беларуси (1992/93)

## Прежние названия
- «Днепровец» (1952)
- «Днепр» (1962—1976)
- «Нефтяник» (1977—1979)
- «Спутник» (1980—1991)
- «Ведрич» (1992—1996)
- «Ведрич-97» (1997—2013)
- «Речица-2014» (2014—2016)